# Olof Skötkonung
Olof Skötkonung (n. 980 d.Hr. – d. 1022) a fost regele Suediei și fiul lui Eric cel Victorios, și a soției sale, Sigrid a Ungariei, potrivit surselor istorice. El l-a urmat pe tatăl său la tron în 995.
Cunoștințele despre Olof se bazează în mare parte pe scrierile lui Snorri Sturluson și ale lui Adam de Bremen, care au fost subiecții criticilor. Potrivit lui Adam de Bermen, Svend I al Danemarcei a fost nevoit să-și apere împărăția daneză de acțiunile lui Olof de a revendica tronul danez. Conflictul a fost soluționat prin căsătoria lui Svend cu mama lui Olof iar cei doi regi s-au aliat ulterior.
Când regatul Norvegiei a fost restabilit prin Olof al II-lea al Norvegiei, un nou război a izbucnit între Norvegia și Suedia. Mai mulți oameni din cele două țări au încercat să-i reconcilieze pe regi. În 1018, vărul lui Olof, Contele de Västergötland, Ragnvald Ulfsson și emisarii regelui norvegian, Björn Stallare și Hjalti Skeggiason, au ajuns în Uppsala în încercarea de a-l influența pe regele suedez să accepte pacea și să o căsătorească cu fiica sa, Ingegerd Olofsdotter, cu regele Norvegiei. Regele suedez a fost foarte supărat și a amenințat să-l alunge pe Ragnvald din regatul său, însă Ragnvald a fost susținut de către tatăl său vitreg, Thorgny Lawspeaker.
Thorgny a ținut un discurs puternic în care i-a amintit regelui de marile expediții ale vikingilor din est, unde prodecesorii săi au inteprins, cum ar fi Erik Anundsson și Björn.
Cu toate acestea, Olof și-a căsătorit cu fiica, Ingegerd-Irene cu Yaroslav I cel Intelept. A fost stabilit un război atunci când Olof a fost de acord să împartă puterea cu fiul său, Anund Iacov.
Moartea lui Olof a avut loc în iarna anului 1021 - 1022. Conform legendelor, el a fost martirizat la Stockholm după ce a refuzat să-și sacrifice păgânii zeilor.